# Gymnangium vegae
Gymnangium vegae is een hydroïdpoliep uit de familie Aglaopheniidae. De poliep komt uit het geslacht Gymnangium. Gymnangium vegae werd in 1903 voor het eerst wetenschappelijk beschreven door Jäderholm. 